# Berks megye
Berks megye az Amerikai Egyesült Államokban, azon belül Pennsylvania államban található. Megyeszékhelye és legnagyobb városa  Reading. Lakosainak száma 428 849 fő (2020. április 1.). Berks megye Schuylkill, Lehigh, Montgomery, Chester, Lancaster és Lebanon megyékkel határos.

## Népesség
A megye népességének változása:
| Lakosok száma | 411 740 | 412 279 | 412 948 | 413 521 | 415 271 | 428 849 |
|               | 2010    | 2011    | 2012    | 2013    | 2015    | 2020    |